# Stefan Thorsson
Stefan Thorsson, född 8 oktober 1968 i Trelleborg, är en svensk tonsättare, musiker och skribent. 
Han har studerat musikvetenskap vid Lunds universitet, el-, och kontrabas vid New School of Music i New York och Skurups folkhögskola samt komposition vid Tonsättarskolan i Visby, Högskolan för scen och musik vid Göteborgs universitet och Hanns Eisler Musikhochschule i Berlin. 
Han tog sin masterexamen i komposition 2008 med arbetet Dialogmusik – Konstmusikens döda vinklar. 
Sedan 2002 har han som tonsättare ingått i ett tjugotal genreöverskridande samarbeten. Parallellt med dessa tvärkonstnärliga projekt har han komponerat ett fyrtiotal verk, vilka innefattar de flesta av konstmusikens varierande besättningar – från solister och kammarensemble till större körer och symfoniorkestrar.
Vid sidan av kompositionsarbetet skriver han recensioner och essäer för huvudsakligen fyra tidskrifter: om bildkonst i norska KunstFORUM, scenkonst i norska Scenekunst, och om konstmusik i norska Ballade och svenska Nutida Musik. Mellan 2012-2014 var han musikredaktör på Tidningen Kulturen. 
Han har även undervisat vid Rytmisk Musikkonservatorium och Rytmisk Center i Köpenhamn.

## Kammarmusik (i urval)
- Anteckningar om det som består - flöjt, violin, cello, piano (2003)
- The Missing Room - kammarensemble 13 musiker (2004)
- Shore Leave - flöjt, basklarinett, fagott, piano, violin, cello (2005)
- Sonetto Dimostrativo - stråkensemble (2006)
- Streich Quartett V - stråkkvartett (2010)
- The Shadows - pianoduo (2011)
- Seven - pianotrio (2012)
- Hybrid - stråkensemble (2013)
- 10 Pictorial Studies - solopiano (1998-2013)
- One of Two Trios - flöjt, oboe, klarinett, basklarinett, percussion, piano, violin, viola, cello (2014)
- Triptych 1981 - violinduo (2015)
- Toccata - percussion, piano, elektronik  (2016)
- Ritual - fagott, gitarr, cello, elektronik (2017)
- A Dog came into the Kitchen - flöjt, klarinett, percussion, piano, violin, viola, cello (2018)

## Orkestermusik
- V - a quintet for orchestra (2014)
- The Dismantled Heaven - A double concerto for Oboe, Viola & Orchestra (2014/2022)
- Don’t Bang the Drum (2015)
- Broken Piece - A concerto for Cello & Orchestra (2017)
- Into my arms – The Interventionist for Sinfonietta (2020)

## Vokalt
- Blues for Amalia - Baryton, piano, cello (2007)
- Auto Body - SATB á cappella (2013)
- Three Point One Four - SATB á cappella (2014)
- Lidelsens Jubel - Countertenor, orgel, SATB (2018)
- Via de San Teodoro - Sopran, mezzosopran, stråkkvintett (2019)

## Musikteater
- Saba Pacha - sopran, kammarensemble, elektronik (2006)
- Resultat Garantert! - brassextett, percussion, röster, elektronik (2020)

## Dans
- Femmes de Venise - solocello (2002)
- LYM - elektronik (2005)
- Halting to Realize - elektronik (2005)
- Personal Dictionary - elektronik (2005)
- Not yet unknown - elektronik (2006)
- The Moon always wears a stone helmet - elektronik (2007)
- Esther is crawling - elektronik (2009)
- Who is Lou? - elektronik (2010)

## Performance
- The Lost Humanity - orgel, elektronik (2011)
- Prayer for the Unborn Child - elektronik (2013)
- Der Letzte Mensch / Det siste mennesket - elektronik (2014/2016)
- Hudriket - elektronik (2022)

## Installationskonst
- Do no more than look - elektronik (2015)
- Between the Bowl and the Wall - elektronik (2017)
- Les Ombres - elektronik (2018)

## Radioteater
- Kopfkino - diverse instrument, röster, elektronik (2021)

## Film
- Kredens - Oboe, accordeon, violin, viola, cello, elektronik (2008)

## Residens
- Circolo Scandinavo i Rom (2014 & 2019)
- SI – Svenska Institutet i Paris (2016)
- VICC – Visby International Composer Centre (2016 & 2017)

## Festivaler
- UNM (Ung Nordisk Musik) i Reykjavik Platform (2002)
- UNM i Helsingfors Shore Leave (2005)
- ISCM (International Society of Contemporary Music) i Sydney Shore leave (2009)
- ISCM I Wien Auto Body (2013)

## Texter om Musik (i urval)
- Ultraljud med attityd och klanglig skärpa Nutida Musik No.2/2008
- Den nya musikens åldrande, isolering och estetiska kortslutning Tidningen Kulturen 13.07.2009
- Det som har varit följer med oss men nu i nya otydliga skepnader Tidningen Kulturen 17.08.2009
- Att lyssna är att observera sig själv Tidningen Kulturen 04.09.2010
- Det klingande sakramentet Tidningen Kulturen 01.08.2011
- Svampens uppgift är att befria världen från gammalt skräp Tidningen Kulturen 07.10.2012
- Cartaditalia – Den sista kartan över det moderna Italien Tidningen Kulturen 23.10.2012
- Nörgård i tid och evighet Tidningen Kulturen 07.11.2012
- The List – Ultimafestivalen Tidningen Kulturen & Scenekunst 17.11.2012
- Vridning, motstånd, stoft Tidningen Kulturen 02.12.2012
- Robert Schumann och misslyckandets triumf Tidningen Kulturen 19.12.2012
- Kaija Saariaho – metallarbetarens eteriska dotter Tidningen Kulturen 27.08.2013
- Musik som minnesmärken Tidningen Kulturen 09.03.2013
- Maerzmusik – ett västerländskt slagverksdrama med etniska inslag Tidningen Kulturen 27.03.2013
- Ordtsunami i Berlin Scenekunst 28.03.2014
- Ultraschall 2014 Nutida Musik No.3/2014
- Ekte fiksjon Scenekunst 21.03.2015
- En improvisert avskjedssang Ballade 22.09.2016
- Den nya har blivit äldre Nutida Musik No.1/2016
- Planer for fremtidige situasjoner Ballade 15.03.2017
- Ultraschall 2018 Nutida Musik No.271/2018
- Kontraklang Nutida Musik No.271/2018
- Maerzmusik 2018 Nutida Musik No.272/2018
- Ultraschall 2019 Nutida Musik No.274/2018
- Goethes klingende urplante Scenekunst 30.09.2021

## Texter om Konst (i urval)
- Beräknande konst I Hamburg Tidningen Kulturen 19.11.2012
- Simplicity full of nuances  KunstFORUM 07.12.2012
- Tidens pil og irreversible hendelser  KunstFORUM No. 3 2013
- Art fallen into oblivion KunstFORUM 12.03.2013
- Is it a mortal sin to stagnate? KunstFORUM 22.03.2013
- The Language of Art  KunstFORUM 25.04.2013
- A question of grain  KunstFORUM 28.05.2013
- Ingenting er avgjort  KunstFORUM 18.12.2013
- Redefining displaced form  KunstFORUM 03.03.2014
- Følelsens mekanisering KunstFORUM 11.02.2015
- Døden i Körnerpark KunstFORUM 16.02.2015
- Dramaturgiens konsekvenser KunstFORUM 18.06.2015
- Et parlament av former KunstFORUM 19.06.2015
- Associativa rum Tidningen Kulturen 23.12.2015